# Добри Джуров
Добри Маринов Джуров е виден български политик, член на Политбюро на ЦК на БКП и министър на народната отбрана през социалистическия период в България.
Участва в комунистическото съпротивително движение по време на Втората световна война, партизанин и командир на Партизанска бригада „Чавдар“. Член на Четвърти състав на т.нар. Народен съд (1944 – 1945). Висш офицер (армейски генерал) и военен деец.

## Биография
Роден е на 5 януари 1916 година в село Врабево, Троянско. Учи в семинария, от която е изключен за политическа дейност. Става член на РМС (1932) и на БРП (1938). През 1937 година е осъден на 1 година затвор, когато е войник в Двадесет и пети пехотен драгомански полк (1939 – 1940).
След военната си служба Джуров се включва активно във военната организация на БКП в София. През 1942 година е интерниран в лагера „Кръсто поле“, откъдето успява да избяга и става партизанин. От септември 1942 година е политкомисар, а от април 1944 година – командир на партизанска бригада „Чавдар“. Ранен на 3 май 1944 г. и губи връзка с бригадата до 9 септември 1944 г.
След завземането на властта на 9 септември 1944 година Джуров е обявен за полковник, известно време работи в Министерството на вътрешните работи като началник на Областното управление на МВР в София (1944 – юли 1945). През същото това време е член на Четвърти състав на т.нaр. Народен съд.
През юли 1945 година е прехвърлен във войската. От август 1945 до декември 1947 година завършва Военната академия „Фрунзе“ в СССР. Между декември 1947 и март 1948 г. командва четвърта пехотна преславска дивизия. От март 1948 до януари 1949 г. е командир на трета пехотна балканска дивизия. От януари 1949 г. е началник-щаб на Втора армия, а от февруари 1950 г. е командир на армията. През март 1951 г. става командир на Трета армия. От септември 1951 г. е член на Главния военен съвет.
Става заместник-министър на отбраната през 1956 г. Завършва Генералщабната академия на СССР през 1959 г.
От 1958 година е кандидат-член, а от 1962 година – член на ЦК на БКП. Народен представител е в V, VI, VII, VIII, IX народни събрания и VII велико народно събрание.
От 17 март 1962 до 22 ноември 1990 година Джуров е министър на народната отбрана. Той е заемалият най-дълго време длъжността военен министър на България – 28 години, 8 месеца и 5 дни, като през това време достига военно звание армейски генерал (1964). Става кандидат-член (1974) и член на Политбюро на ЦК на БКП (1977 – 1990).
Добри Джуров играе активна роля в отстраняването на Тодор Живков от ръководството на БКП. Остава военен министър до септември 1990 година и член на Централния комитет на БКП, преименуван във Висш съвет на Българската социалистическа партия. На 10 януари 1991 година напуска по свое желание парламента и се оттегля от обществения живот.
Недоволен е от положението в България през 90-те години. По думите на дъщеря му Аксиния той се е сринал психически, когато вижда уволнени от армията офицери, изпаднали в крайна мизерия.
Добри Джуров умира на 17 юни 2002 година в София. Погребан е с военни почести в присъствието на няколко хиляди граждани.
Удостоен е с почетните звания „Герой на Народна република България“ (1976) и „Герой на социалистическия труд“ (1986), с 3 ордена „Георги Димитров“, 2 ордена „Ленин“, орден „13 века България“. Връчено му е военно отличие „Маршалска звезда“ за военното звание армейски генерал на 8 май 1978 г.

## Военни звания
- Полковник – 11 септември 1944
- Генерал-майор – 9 февруари 1950
- Генерал-лейтенант – 18 май 1955
- Генерал-полковник – 25 април 1962
- Армейски генерал – 4 септември 1964[8]

## Семейство
Женен за Елена Джурова. Раждат им се 4 деца:
- Аксиния Джурова (? – 1941) – починала като дете;
- Аксиния Джурова (р. 1942) – историчка и изкуствоведка, професор; наименувана на по-голямата ѝ починала сестра[9];
- Чавдар Джуров (1946 – 1972) – военновъздушен офицер, пилот и парашутист, починал при самолетна катастрофа;
- Спартак Джуров (р. 1952) – военноморски офицер, капитан втори ранг.